# 405号州际公路 (俄勒冈州)
405号州际公路（英語：Interstate 405, I-405）是波特兰市区一条南北方向的州际公路，是5号州际公路的辅助线。全长4.25英里。